# Gulpher
Gulpher is een gehucht in het Engelse graafschap Suffolk, in het district Suffolk Coastal, iets ten noorden van Felixstowe. Gulpher werd in het Domesday Book van 1086 vermeld als 'Gulpelea'. De bevolking werd op 5 huishoudens bepaald en de grootte van het akkerland op 2 ploegen. Het gelijknamige landhuis uit de zeventiende en achttiende eeuw heeft een vermelding op de Britse monumentenlijst.